# Fuente Carreteros
Fuente Carreteros és un municipi de la província de Còrdova, Espanya. Està enclavat a l'oest de la província, al costat del riu Genil. Limita amb els municipis de Palma del Río (Còrdova) i Écija (Sevilla). Pertany a la comarca del Valle Medio del Guadalquivir, i a la Mancomunitat de la Vega del Guadalquivir. Limita al sud amb el terme municipal d'Écija i, per tant, amb la província de Sevilla, amb el límit provincial a pocs metres del nucli urbà.
La seva superfície és de 9,26 km² i té una densitat de 129 hab./km². Les seves coordenades geogràfiques són 37° 40′ N, 5° 09′ O. Està situada a una altitud de 158 metres i a 50 km de la capital de província, Còrdova. Segons l'INE, la localitat tenia 1.200 habitants el 2011

## Toponímia
El significat etimològic del seu nom deriva del d'una font, ja desapareguda i situada en el mateix poble, que proveïa d'aigua als carreters procedents de la serra de Constantina (Sevilla) carregats de fusta de castanyer, que es dirigien a la veïna ciutat d'Écija (Sevilla). Amb el temps, la font va ser coneguda com "la font dels carreters" ("la fuente de los carreteros" en castellà), fins que l'any 1768 es va fundar com a aldea de la colònia de Fuente Palmera per ordre del Rei Carles III. Finalment, el nom va quedar en "Fuente Carreteros".

## Història

### Orígens de la fundació de Fuente Carreteros i la colonització
A l'època de la Il·lustració i més concretament durant el regnat de Carles III és on se situen els orígens de Fuente Carreteros. Va ser el 1761 quan sa majestat Carles III s'interessa per unes terres incultivables que fins a aquest moment pertanyien als capítols ecijans i cordovesos. Aquestes terres havien estat ignorades fins i tot pels seus propietaris, ja que en elles només hi creixien matolls, palmes i cards, però amb posterioritat van ser motiu de diferents conflictes.
 

### Carles III i els motius d'interès per aquestes terres
- El primer i el que es considera més important va ser l'intent de tecnificar l'agricultura per transformar les grans propietats en mitjanes, perquè poguessin ser explotades ara per una unitat familiar.

- D'altra banda, Carles III en aquells temps practicava una política nova que es basava a repoblar terres incultivables que estaven en poder de la Corona, de l'església o de les ciutats.
- Un altre motiu va ser l'interès general per construir la carretera general d'Andalusia, ja que en alguns trams per la qual aquesta discorria era perillosa. Sa majestat Carles III pensava doncs, que poblant aquests terrenys es gaudiria d'una major seguretat viària.

Per aquests tres motius sorgeixen les colònies, que són llocs on s'estableixen persones procedents d'altres països o llocs distants poblant i cultivant, en què Fuente Carreteros va tenir el seu origen i els seus primers vestigis. Aquestes noves poblacions sorgides per la política il·lustrada de Carles III van tenir la seva plasmació teòrica en un fur de població, que va sortir a la llum pública per la Reial Cèdula de sa majestat, on es poden observar les diferents característiques que tenien aquestes petites poblacions en les quals va tenir el seu origen Fuente Carreteros. En aquesta àmplia normativa s'assenyalen dades rellevants per a la convivència d'aquestes colònies, així s'estableixen les característiques de govern d'aquestes, el nombre de persones que les constitueixen, els instruments que se'ls donaria a cada colon, com s'organitzaven religiosament, les institucions amb les que s'hauria de comptar, etc.

### Fur recollit dels Arxius Municipals de Fuente Palmera
El 1771, Fuente Carreteros pertanyia a la colònia de Fuente Palmera, com a aldea, juntament amb La Cañada del Rabadán, El Villar, La Ventilla, La Peñalosa, Villalón, La Herrería, Ochavillo del Río i Silillos.
Aquestes aldees, excepte La Cañada del Rabadán, es van crear amb el repartiment de les terres als colons que van arribar des de molt lluny per habitar les noves poblacions creades per Carlos III. Però el repartiment de les terres als primers colons que habitarien el territori que avui és Fuente Carreteros, no es va fer com estava previst i escrit en el Fur de Població.
En l'esmentat document estava escrit que el repartiment de terres es faria mitjançant unes parcel·les de terreny anomenades "suertes", com efectivament es va fer, i que a cada "suerte" li correspondrien 50 faneques de terra (que és el que no es compliria). Com es pot observar en el següent paràgraf.
(Paràgraf tret del Fur de Població on es verifica l'anterior):
Aquest fet va ser denunciat per Pérez Valiente en el seu informe del 1789. També ho denunciava l'últim Intendent, Pedro Polo de Alcocer, en les seves memòries de les colònies: "Els colons no havien rebut més que 28 faneques. Ara bé en la nostra colònia es van lliurar dues "suertes" conegudes com a Dotació Reial". També afirmava que Quintillana d'Andalusia va ser el que va corrompre aquesta exactitud, com també l'ordre directiu. La distribució de la terra feta per Ampudias Valdés el 1771 fou que:
La "suerte" tipus queda reflectida com de 28 faneques d'extensió. La "suerte" tipus del terreny en el tros de Fuente Carreteros, va ser una mica menor, més concretament amb 4 faneques menys quedant-se cada sort amb 24 faneques. Això últim és el que repercuteix a Fuente Carreteros, ja que és un llogaret de les més grans pel que fa a població però no en extensió del territori.

### Problemes davant l'assentament dels colons
Segons expliquen alguns dels ancians de Fuente Carreteros, l'apropiació i l'assentament de terres, pels colons que havien vingut des de tan lluny (Alemanya, Itàlia, Suïssa, França…) van portar molts enfrontaments i revoltes entre els colons que ocuparien aquestes terres i els antics propietaris expropiats dels capítols palmeny i ecijà.
En indagacions realitzades sobre el tema als habitants de la localitat es recull un comentari que ells feien sobre això: 
"El meu avi em comentava que els ecijans i palmenys abans cremaven barraques i destrossaven les collites dels colons". D'això es dedueix que els habitants d'ambdues localitats estaven en contra d'aquests assentaments. Els motius pels quals els ciutadans de Palma del Río i Écija van actuar així van ser perquè es queixaven que no se'ls havia demanat opinió i tampoc li havien demanat els seus terrenys, aquests es van prendre sense que Olavide o qualsevol altra autoritat els avisés.
Les 2.000 faneques que es van ocupar servien perquè el bestiar pasturés i perquè els forners agafessin llenya. També van pensar que aquestes terres es podrien haver repartit als pobres d'Écija, abans que colonitzar-les. Van ser moltes les queixes que es van dur als ajuntaments de les respectives ciutats; i aquestes pel fet de no ser solucionades van provocar la ira en els seus conciutadans, provocant molts aldarulls.
L'assentament dels colons va tenir doncs molts problemes, aquests colons que van venir des de tan lluny a formar les nostres arrels i donar-nos els nostres cognoms, van haver de lluitar i patir molt per crear un lloc que ha estat i és el suport de moltes famílies humils i lluitadores, aquest lloc que té per nom Fuente Carreteros.
D'aquests colons ens ve la qualitat de lluitadors que caracteritza a la unió de tots els habitants de Fuente Carreteros. El 1769 van cremar moltes barraques als colons, es van forçar moltes portes, es van provocar nombrosos focs que van arrasar amb el paisatge que hi estava des de feia molts anys. També es produïen violències, robatoris i morts que desencadenaven en la majoria de les ocasions en la marxa dels colons als seus llocs d'origen. Tots aquests altercats tenien nom perquè els feien les mans dels rics ramaders d'Écija i Palma del Río, que preferien que aquestes terres no fossin acaparades pels colons i deixar-les com estaven abandonades. Però això no podia seguir així i la colonització d'aquestes terres havia de seguir endavant. Per això, Pablo de Olavide va voler aturar això i, per tant, va acordar i va ordenar expedir una nova Reial Cèdula per la qual cosa s'establia:
- PRIMER. - Que d'ara endavant, tot furt, encara que sigui el primer comès contra els colons de les noves poblacions amb violència en les seves persones o en les seves sorts, sigui castigat amb la pena de mort.
- SEGON. - Que el furt de bestiar, tot i ser el primer i sense violència, tingui la pena de dos-cents assots i sis anys d'arsenals, augmentant en les reincidències fins a l'ordinària en forca per la tercera vegada, havent-hi en cada un dels casos les proves legals corresponents.
- TERCER. - En els focs aplicats o intentats a les cases, barraques o "suertes" dels colons, en les seves tanques, plantacions llaurats i eines de labor, s'aplicarà també la pena ordinària de mort, a més del rescabalament del dany, bastant per a la comprovació, les proves privilegiades, com són, la declaració del robat sent de bona fama, o acompanyament de testimoni, adminicle o indici vehement.
- QUART. - Així mateix declaro que si resulten ser autors o còmplices dels focs, els pastors, dependents o criats d'alguns ramaders o pagesos o altres persones d'Écija, o d'altres pobles comarcans a les colònies, seran mancomunats els seus amos a la paga del dany, sense perjudici del càstig personal corresponent, quan van ser còmplices o instigadors els mateixos amos.

Donada a San Lorenzo a 17 d'octubre del 1769. JO EL REI.
A l'aplicació d'aquesta llei van ser ajusticiats molts homes el 1770 i amb ella també es van calmar i estovar els ànims, aconseguint posar fi al conflicte.

### Arrels
Gran part dels cognoms dels veïns de Fuente Carreteros (Bernete, Castell, Cuni, Dublino, Dugo, Morello, Rossi, Ruger, Tristell, Yamuza ...) tenen el seu origen en terres molt llunyanes i de famílies humils que van venir des de molt lluny a poblar aquests llocs desconeguts i ignorats per ells.
La majoria d'aquests colons van arribar per la via del Mediterrani pel Port d'Almeria. La procedència d'aquests colons és del centre d'Europa, Alsàcia, Lorena, Principat de Salm (o més correctament Principat de Salm-Salm), Baden-Württemberg, Itàlia, Suïssa, Estats de Savoia, del Rosselló i també d'Écija, de València, de Catalunya, de Granada, d'Azuaga (Badajoz) i de Fernán-Núñez (Còrdova), aquests últims d'Espanya.
Aquestes remeses de colons en la majoria dels casos, constituïen una família, encara que també hi va haver solters i algun vidu. Tots ells portaven un ofici que els ajudaria a construir les seves noves vides en aquests nous territoris. La majoria d'aquesta gent eren pagesos, encara que alguns d'aquests eren al seu torn fusters, ferrers, sabaters, paletes i sastres.
L'any 1771 va ser crucial per a l'assentament dels colons, ja que en aquest any -per la conflictivitat del procés- es van quedar els que van formar les colònies, altres se'n van anar, uns altres van ser expulsats i altres van desertar.

### Edat Contemporània
Fuente Carreteros juntament amb les altres noves poblacions que envoltaven a Écija, s'enfrontaven a les accions dels bandolers. És per aquesta raó per la qual apareixen amb freqüència aquests nuclis en els annals del bandolerisme fins a principis del segle xix. La localitat no era aliena als problemes de Bandolerisme: caciquisme, conflictivitat camperola i inestabilitat política que estaven a l'ordre del dia.
Durant l'època de la Restauració borbònica, Fuente Carreteros juntament amb la resta de nuclis de la Colònia de Fuente Palmera s'incorpora als moviments de vagues que afecten cíclicament a la província. El 1882-1883, 1905 i sobretot 1918-1920.
Passada la Segona República Espanyola i al començament de la Guerra Civil, des del 18 de juliol fins a finals del mes d'agost quan van entrar les forces nacionalistes al poble, Fuente Carreteros va ser controlat pel govern de la República, en el qual es van incendiar cases i barraques, es van cremar les imatges de l'església en plena plaça d'Espanya, hi va haver alguns assassinats i els habitants van fugir cap a les zones d'oliveres per refugiar-se. En tornar, van trobar tot un poble arrasat i destruït. Moment doncs, per aixecar de nou el poble.
Als anys de la postguerra i de l'etapa Franquista, la localitat va patir una gran emigració i molts carreterenys van emigrar per qüestions laborals a Catalunya, Comunitat Valenciana, Madrid, Illes Balears i països centre europeus.

## Monuments i llocs d'interès
- Església d'estil neoclàssic de la Nostra Senyora de Guadalupe.
- Rèplica de la font que va donar nom a la població.
- Monòlit i estàtua dedicats a la Danza del los Locos i al Baile del Oso.
- Pintura en honor de la Danza de los Locos al carrer Albuferas.
- Passeig i vista panoràmica del Cerro Galindo, des del qual s'observa una panoràmica del poble i del paisatge cordovès i sevillà.

## Administració política
Actualment, l'alcalde-president de l'ELA de Fuente Carreteros és José Pedrosa Porter, del grup OLIVO, des de les Eleccions municipals espanyoles del 2011.

## Economia
- Agricultura: cultius de regadiu a la vega i de secà a la zona de camp (oliverar, cereal és ...)
- Altres: També té destacades empreses dedicades a la indústria agroalimentària i comerç.

## Festes i esdeveniments culturals
- Fogueres de les Candelaries (2 de febrer).
- Dia d'Andalusia. (28 de febrer) Concurs de paelles durant tota la jornada.
- Setmana del Major (última setmana de març).
- Fira del Llibre i Setmana Cultural (variable entre maig i juny).
- Carnaval.
- Setmana Santa.
- Creus de Maig.
- Danza de los Locos (Dansa dels bojos) i Baile del Oso (Ball de l'os) (28 de desembre).
- 7 de març: Dia de l'aniversari de la creació d'Entitat Local Autònoma.

## Persones il·lustres
- Joan Ramírez Pedrosa. Alcalde pedani i de l'ELA, propulsor de la constitució de l'ajuntament local actual.

## Ciutats agermanades
- Granollers